# Nerocila loveni
Nerocila loveni là một loài chân đều trong họ Cymothoidae. Loài này được Bovallius miêu tả khoa học năm 1887.